# 'O cavalluccio russo russo/Ma Jolie
'O cavalluccio russo russo/Ma Jolie è un singolo della cantante italiana Wilma De Angelis pubblicato dalla casa discografica Boom record nel 1970.

## Descrizione
Il brano musicale 'O cavalluccio russo russo è stato presentato dalla cantante al Festival di Napoli del 1970 senza arrivare alla finale, nonostante tutto il disco è stato accolto molto bene dalla critica.

## Tracce
1. 'O cavalluccio russo russo
2. Ma jolie